# انتواع خارجي
في الانتواع الخارجي تصبح مجموعة صغيرة من السكان معزولةً عن السكان الأصليين حيث تتطور لديهم عزلة تناسلية (اللون الازرق) بسبب انخفاض تبادل الجينات. في الانتواع النابذ يتسع نطاق السكان الأصليين (اللون الأخضر) ويتقلص تاركًا مجموعة معزولة من السكان. تطور مجموعة السكان الأصلية (تحولت إلى اللون الأزرق) عزلة إنجابية على عكس الانتواع الخارجي.
يعتبر الانتواع الخارجي نوعًا من أنواع التكاثر الذي يتشكل فيه نوع جديد من مجموعة معزولة. ونظرًا لأن الانتواع الخارجي يشبه الانتواع الجغرافي الذي يحدث بسبب عزل السكان ومنعهم من تبادل الجينات يكون من الصعب غالبًا التمييز بينهما. إنَّ السمة الأساسية للانتواع الخارجي أن تكون إحدى المجموعات أصغر بكثير من الأخرى. غالبًا ما يستخدم المصطلح في علم الجغرافيا الحيوية في إشارة إلى الكائنات التي تكون متجاورة بشكل قريب ولكنها لا تتكاثر. على سبيل المثال جزيرة محيطية مقارنة بالبر القريب منها. ترتبط هذه الكائنات عادة ارتباطًا وثيقًا (مثل الأنواع الشقيقة) ويكون انتشارها سببًا في حدوث الانتواع الخارجي.
نشر عالم الأحياء التطوري إرنست ماير مفهوم الانتواع الخارجي لأول مرة في عام 1954. وتم منذ ذلك الحين تطوير نماذج بديلة أخرى مثل الانتواع النابذ والتي تفترض أنَّ الأنواع تتعرض لفترات من التوسع الجغرافي تليها فترات تقلص تترك خلفها مجموعات صغيرة معزولة بعيدًا عن المجموعات الرئيسية. تضمنت نماذج أخرى آثار الاصطفاء الجنسي على مجموعات سكانية محدودة. وتم تطوير نماذج تتعلق بالمجموعات المعزولة استنادًا إلى إعادة ترتيب الكروموسومات مثل الانتواع البرعمي والانتواع الكمومي.
وتدعم الأدلة البحثية والتجارب المخبرية فكرة الانتواع الخارجي.:106 إنَّ العلماء الذين يراقبون أنماط التوزيع الجغرافي للأنواع وعلاقاتها التطورية قادرين على إعادة بناء العملية التاريخية التي تباعدوا من خلالها. وبالإضافة إلى ذلك غالبًا ما تكون الجزر في المحيطات خاضعة لبحوث الانتواع الخارجي بسبب بيئتها المنعزلة، حيث تُذكر جزر هاواي على نطاق واسع في الكثير من المؤلفات العلمية.

## التاريخ
اقترح إرنست ماير فكرة الانتواع الخارجي في عام 1954، وتم طرح النظرية بالكامل في عام 1982. ترتبط النظرية بتأثير المؤسس حيث قد تخضع مجموعات الأحياء الصغيرة إلى الانتقاء الطبيعي. يعتمد تأثير المؤسس على النماذج التي تقول أنَّ الانتواع الخارجي يمكن أن يحدث من خلال التفاعل المتبادل بين الانتقاء والانحراف الوراثي، [1]:106 والذي قد يلعب دورًا مهمًا.:106 تصور ماير الفكرة للمرة الأولى من خلال ملاحظاته عن مجموعات الرفرافيات في غينيا الجديدة والجزر المحيطة بها. كانت رفرافيات الجنة الشائعة موحدة الشكل إلى حد كبير في البر، لكن كانت الأنواع التي تعيش في الجزر المحيطة مختلفة جدا، وسمي هذا النمط بـ (الانتواع الخارجي).:389 لوحظ وجود هذا النمط من قبل العديد من معاصري ماير في ذلك الوقت، كما هو الحال مع دراسات إدموند فورد على فراشة المرج البنية. وطور عالم النبات فيرني غرانت في الوقت نفسه نموذجًا كموميًا يشبه إلى حد بعيد نموذج ماير في النباتات.:522
افترض ماير في الأعمال التي سُميت (الثورات الوراثية لماير) أنَّ الانحراف الوراثي لعب الدور الرئيسي الذي أدى إلى هذا النمط.:389 وافترض أنَّ الحفاظ على تماسك الأنواع يتم من خلال قوى مثل قوة كبت جين بفعل جين آخر وبطء انتشار الأليلات المفضلة في عدد كبير من كائنات النوع الواحد (اعتمد بشكل كبير على حسابات جون هالدين).

## النماذج

### الانتواع الخارجي
تتشابه نماذج الانتواع الخارجي مع نماذج الانتواع متباين الموطن. حيث يتطلب الفصل الجغرافي والوقت الكافي، يمكن أن يحصل الانتواع كنتيجة ثانوية يمكن التنبؤ بها. يمكن تمييز الانتواع الخارجي عن الانتواع متباين الموطن من خلال ثلاث ميزات رئيسية::105
- حجم السكان المعزولين.
- وجود انتقاء طبيعي قوي بسبب الانتشار واستعمار بيئات جديدة.
- آثار الانحراف الوراثي على المجموعات الصغيرة.

حجم المجموعات مهم لأن احتمال احتواء الأفراد الذين يستوطنون موطنًا جديدًا على عينة صغيرة فقط من التباين الوراثي للسكان الأصليين كبير جدًا. يزيد هذا الاختلاف بسبب القوى الانتقائية الكبيرة مما يؤدي إلى التثبيت السريع للأليل ضمن النسل الجديد. وبالتالي وجود احتمال عدم التوافق الوراثي في التطور. وتتسبب حالات عدم التوافق هذه في العزلة التناسلية، مما يؤدي إلى حدوث حالات اختلاف سريعة في بعض الأحيان.:105 وبالإضافة إلى ذلك يوجد عاملين مهمين هما التغيرات الجيولوجية أو المناخية التي تتسبب في تجزئة السكان محليًا (أو على المستوى الإقليمي عند النظر في أنماط الانتواع الخارجي) والصفات الإنجابية للمجموعات المعزولة التي تتطور بما فيه الكفاية لمنع حدوث تهجين عند أي اتصال محتمل.
ينتج عن نموذج الانتواع الخارجي ما يسمى أزواج أنواع منحدرة من سلف مشترك، حيث تتباعد الأنواع المشتقة المعزولة جغرافيًا ووراثيًا عن الأنواع التي انحدرت منها، [14] تنشأ بصمة تكاثرية فريدة عن هذا النمط من الانتواع: حيث تصبح الأنواع الأصلية المنتشرة بشكل واسع جغرافيًا انواعًا تطورية وليست نوع واحد مع الأنواع المشتقة الجديدة بفعل الانتواع الخارجي. هذه هي النتيجة المنطقية لمفهوم الأنواع التطورية (والتي من خلالها ينتج نوع واحد من النسل). يُعتقد أنَّ السمات المميزة للأنواع الجديدة تصبح فريدة في حين تبقى سمات المجموعات الاصلية متعددة الأشكال.

## الانتواع البرعمي والكمومي
اقترح عالم النبات فيرني غرانت مصطلح (الانتواع الكمومي) الذي يجمع بين أفكار جون غوليك (ملاحظاته عن تباين الأنواع في حالة العزلة الجزئية) وسيوال رايت (نماذجه عن الانحراف الوراثي) وماير (نماذجه حول الانتواع الخارجي والثورة الجينية) وجورج جايلورد سيمبسون (عمله على فكرة التطور الكمومي).:114 يُعتبر الانتواع الكمومي عملية سريعة ذات تأثيرات ظاهرية أو وراثية كبيرة، حيث تنشأ الأنواع الجديدة المهجنة كالبراعم من عدد أكبر من الأنواع مثل الأنواع البعيدة شبه المعزولة.:114 يحدث التهجين والانحراف الوراثي بسبب انخفاض عدد أفراد النوع، مما يؤدي إلى حدوث تغييرات في الجينوم والتي يمكن أن تؤدي إلى الانقراض (بسبب انخفاض المزايا التكيفية).:115 قد تنشأ صفات الكروموسومات ذات المزايا التكيفية في حالات نادرة مما يؤدي إلى ظهور نوع جديد مشتق من النوع الأصلي. تم العثور على بعض الأدلة على ظهور هذا النوع من الانتواع في العديد من أزواج الأنواع النباتية.
يوجد نموذج يرتبط بشكل كبير مع الانتواع الخارجي يسمى الانتواع البرعمي، وينطبق بشكل واسع النطاق على أنواع النباتات. يُعتقد أنَّ عملية الانتواع البرعمي (حيث ينشأ نوع جديد عند نهاية حياة الأسلاف) شائعة في النباتات [22] خاصة في الأنواع المشتقة من السلف.

## الانتواع النابذ
اقترح وليام لويس براون الابن نموذجًا بديلًا عن الانتواع الخارجي في عام 1957 أطلق عليه نمط الانتواع النابذ. يختلف هذا النموذج مع الانتواع الخارجي بما يخص أصل الطفرة الجينية التي تؤدي إلى العزلة الإنجابية. تتعرض بعض المجموعات من الأنواع إلى فترات توسع النطاق الجغرافي تليها فترات الانكماش. تصبح المجموعات البعيدة معزولة خلال مرحلة الانكماش. وتنشأ الطفرات بسهولة بسبب الحجم الكبير والتنوع الجيني المحتمل داخل المجموعة المركزية. لا تحدث هذه الطفرات في المجموعات البعيدة المعزولة مما يؤدي إلى تعزيز العزلة الإنجابية. اقترح براون بناءً على ذلك أنه خلال مرحلة التوسع الثانية ستغمر المجموعة المركزية المجموعات المنعزلة مما يعيق عملية الانتواع. ومع ذلك إذا وجدت الأنواع مكانًا بيئيًا ملائما فقد يتعايش الاثنان. يشار أحيانًا إلى أنماط الانتواع الخارجي على أنها نوع من الانتواع النابذ (انظر إلى الشكلين 1 و 2 للاطلاع على الفروقات). [27] تم تجاهل الانتواع النابذ إلى حد كبير في المؤلفات العلمية، حيث يهيمن عليها غالبًا النموذج التقليدي للانتواع الخارجي. وقد ذكر براون الكثير من الأدلة لدعم نموذجه الذي أثبت صحته حتى الآن.

## نموذج كانشيرو
في نموذج كانشيرو: ينتج عن عينة تحوي عدد كبير من أفراد نوع معين مجموعات معزولة تملك عدد قليل من الذكور الذين يتمتعون بسمات جذابة. بمرور الوقت ومع زيادة عدد السكان يتم اختيار الإناث اللواتي يملكن مواصفات أفضل. يؤدي الانتقاء الجنسي إلى ظهور سمات جديدة (اللون الأخضر في المخطط)، مما يؤدي إلى عزل المجموعات الجديدة عن الفئة القديمة (الزرقاء).
عندما يتعرض النوع الجنسي لانخفاض التغير الوراثي بسبب قلّة عدد السكان قد تتغير عملية اختيار الشريك لدى الإناث بسبب انخفاض سلوكيات التودد عند الذكور. وقد يقل الاصطفاء الجنسي بسبب ذلك في المجموعات المحيطية المعزولة، وتظهر سمات جنسية ثانوية بسبب تغير طريقة اختيار الشريك. في النهاية: إنَّ الزيادة في حجم النوع المتعلقة بتفضيلات الإناث تجاه الذكور ستؤدي إلى عزلة إنجابية عن المجموعات الرئيسية، وبالتالي إكمال عملية الانتواع الخارجي. تم تأكيد هذا النموذج من خلال إجراء تجارب ومراقبة الأنواع التي تظهر أنماط التزاوج غير المتماثلة مثل أنواع ذبابة الفاكهة في هاواي.] ومع ذلك لم يؤكد هذا النموذج بالكامل من خلال التجارب، وبالتالي قد لا يمثل عملية الانتواع الخارجي التي تحدث في الطبيعة بدقة.